# 蓬莱区 (上海市)
蓬莱区，是上海历史上存在过的一个市辖区，位于上海市区东南部，撤销前面积为5.93平方公里。
1945年建立，南到黄浦江，西至今西藏南路、制造局路，北到老白渡路、复兴东路，以蓬莱路命名。1958年，划入东昌区沿黄浦江部分区域；1960年，与邑庙区同时撤销，并入新的南市区。